# San Prospero Parmense
San Prospero Parmense is een plaats (frazione) in de Italiaanse gemeente Parma.